# Pierścienie Neptuna

System pierścieni Neptuna i jego wewnętrzne satelity

Neptun ma słabo widoczny układ pierścieni planetarnych, na który składa się pięć lub sześć odrębnych pierścieni. Jego szczególną cechą jest pozornie niekompletny zewnętrzny pierścień, w którym widoczne są wyraźne jasne łuki. Cząstki tworzące pierścienie są przeważnie ciemne i zawierają w dużej części pył o mikroskopijnych rozmiarach.

## Odkrycie i obserwacje
Pierwsze oznaki obecności pierścieni wokół Neptuna zostały stwierdzone podczas okultacji gwiazd przez planetę. Chociaż około 50 takich zjawisk zostało zaobserwowanych z Ziemi przed przelotem Voyagera 2, jedynie pięć we wczesnych latach 80. dało wskazówki co do istnienia pierścieni, ukazując dodatkowy „odblask” zaraz przed lub po okultacji. Świadczyło to o tym, że pierścienie prawdopodobnie są niekompletne (lub przejściowe).
Przelot Voyagera 2 w 1989 roku dostarczył niemal całej obecnej wiedzy o pierścieniach, a także potwierdził hipotezę o widomej niekompletności głównego pierścienia Neptuna. Zapylenie zostało zmierzone przez porównanie jasności pierścieni w świetle z przodu i rozproszonym.

## Struktura

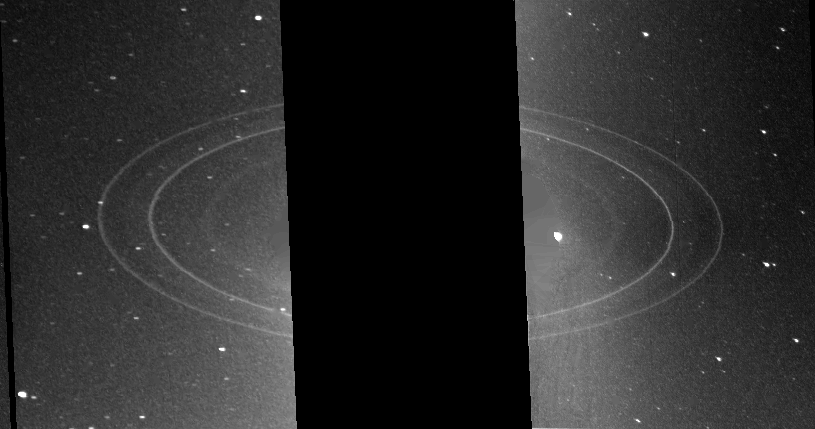
Pełny układ pierścieni planety, widziany przez kamery sondy Voyager 2

Pierścienie planety zostały nazwane na cześć astronomów mających znaczący wkład w badania Neptuna.
| Nazwa      | Początkowe oznaczenia | Promień [km]  | Szerokość [km] | Głębokość optyczna | Ułamek pyłu | Imiennik               |
| ---------- | --------------------- | ------------- | -------------- | ------------------ | ----------- | ---------------------- |
| Galle      | 1989 N3R; N42         | 41 900        | 2000           | 0,00008            | 0,4–0,75    | Johann Gottfried Galle |
| LeVerrier  | 1989 N2R; N53         | 53 200        | 110            | 0,002              | 0,4–0,8     | Urbain Le Verrier      |
| Lassell    | 1989 N4R              | 53 200–57 200 | 4000           | 0,00015            | 0,13–0,45   | William Lassell        |
| Arago      | 1989 N4R              | 57 200        | <100           |                    |             | François Arago         |
| nienazwany |                       | 61 950        | wąski          |                    |             |                        |
| Adams      | 1989 N1R; N63         | 62 933        | 50             | 0,0045             | 0,17–0,55   | John Couch Adams       |

Cztery z księżyców Neptuna: Najada, Talassa, Despoina oraz Galatea orbitują wewnątrz systemu pierścieni.

### Pierścienie wewnętrzne

#### Pierścień Galle
Najbliższy planety, jest słabo widoczny i słabo poznany. Leży wewnątrz orbity najbliższego z księżyców Neptuna, Najady. Pierścień ten zawiera dużo pyłu, podobnie jak łuki w zewnętrznym pierścieniu Adamsa. Zdjęcia Voyagera 2 sugerują także obecność szerokiego dysku rozproszonej materii rozsianej wewnątrz promienia 50 000 km, na zewnątrz od pierścienia Galle, jednak trudno jest jednoznacznie odróżnić ewentualny dysk od blasku Neptuna, zatem jego istnienie jest wątpliwe.

#### Pierścień LeVerriera
Wąski Pierścień LeVerriera jest drugim głównym pierścieniem Neptuna i leży około 700 km poza orbitą księżyca Despoiny. Zawiera duże ilości pyłu.

#### Pierścień Lassella
Szeroki Pierścień Lassella jest słabo widoczną strukturą o szerokości 4000 km, o średnim promieniu 59 200 km. Zawiera pył, ale w mniejszej ilości niż pozostałe pierścienie, porównywalnie do ciągłych części pierścienia Adamsa. Jego zewnętrzna część jest znacznie jaśniejsza, została ona nazwana Pierścieniem Arago. Pierścień Lassella styka się wewnętrzną krawędzią z pierścieniem LeVerriera.
Inny, niewyraźny pierścień pyłu leży na orbicie Galatei, 1000 km wewnątrz pierścienia Adamsa. Nie ma jak dotąd oficjalnej nazwy.

### Pierścień Adamsa i jego łuki

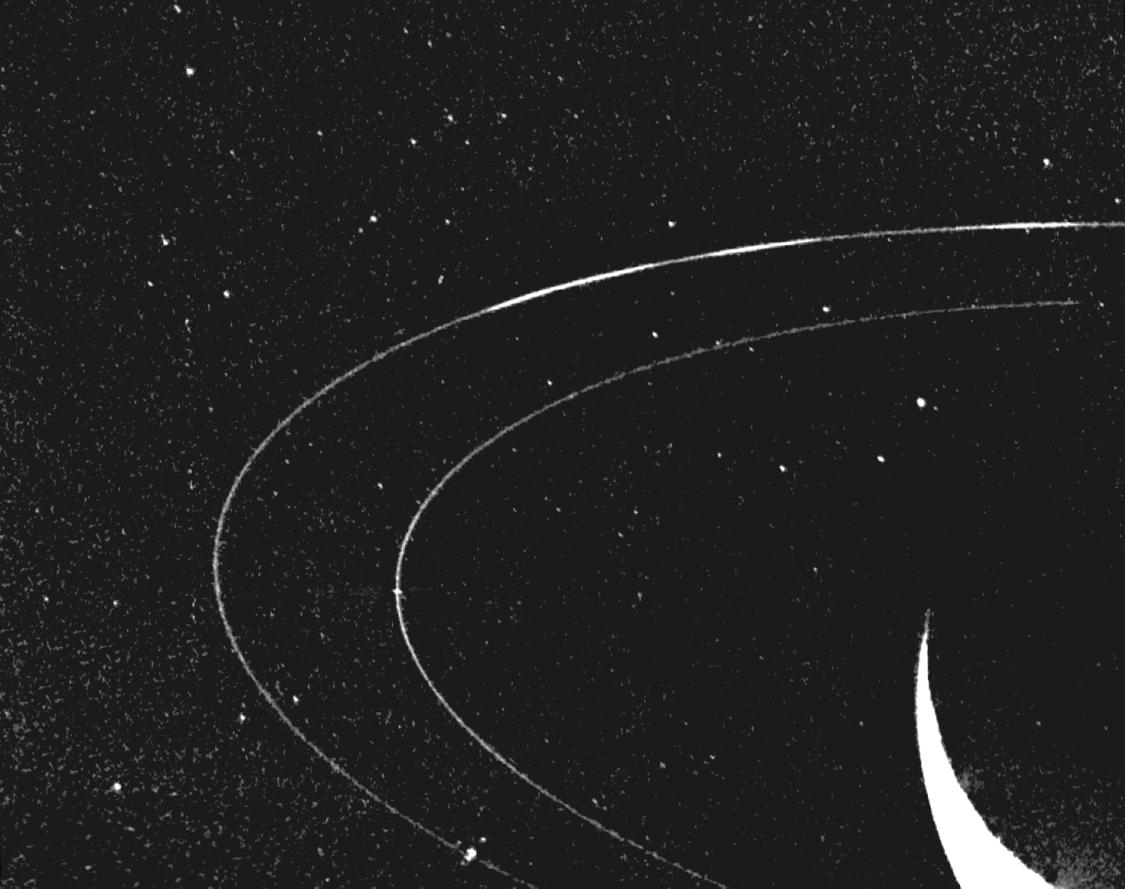
Łuki w pierścieniu Adamsa (od lewej do prawej: Fraternité, Égalité, Liberté), a dodatkowo pierścień LeVerriera wewnątrz

Najbardziej widoczny pierścień planety jest to wąski, zewnętrzny Pierścień Adamsa. Mimo to w porównaniu z pierścieniami Saturna lub Urana jest niezwykle słaby. Znajduje się około 1000 km na zewnątrz orbity Galatei. Zdjęcia sondy Voyager 2 dowiodły zarówno istnienia łuków, jak też tego, że materia występuje również poza łukami i pierścień całkowicie otacza planetę.
Podłużne łuki widoczne w pierścieniu Adamsa są obszarami jaśniejszymi i mniej przepuszczającymi światło niż reszta pierścienia. Mają one długość (kątową) 4-10°; zawierają znacznie więcej pyłu niż pozostała część pierścienia. Nazwy łuków pochodzą od haseł rewolucji francuskiej i oznaczają „wolność, równość, braterstwo” (liberté, égalité, fraternité); nazwa czwartego łuku (courage) oznacza „odwaga”.
| Nazwa                                                                       | Szerokość [km] 1989 | Względna szerokość | Względna szerokość | Długość | Długość | Widoczność | Widoczność | Uwagi             |
| Nazwa                                                                       | Szerokość [km] 1989 | 1989               | 2003               | 1989    | 2003    | 1989       | 2003       | Uwagi             |
| --------------------------------------------------------------------------- | ------------------- | ------------------ | ------------------ | ------- | ------- | ---------- | ---------- | ----------------- |
| Fraternité                                                                  | 15                  | ~0°                | ~0°                | 10°     | ~8°     | silny      | silny      | Najjaśniejszy łuk |
| Égalité                                                                     | 15                  | ~11°               | ~13°               | ~5°     | ~8°     | silny      | silny      | Dwa bliskie łuki  |
| Liberté                                                                     | 15                  | ~26°               | ~25°               | 4°      | ~4°     | silny      | słaby      |                   |
| Courage                                                                     | 15                  | ~33°               | ~41°               | ~2°     | ~4°     | słaby      | słaby      |                   |
| Wszystkie łuki mają głębokość optyczną wynoszącą 0,12 i ułamek pyłu 0,4–0,8 |                     |                    |                    |         |         |            |            |                   |

Zachowanie tych łuków nie zostało dotychczas dokładnie zrozumiane; nie jest wiadome, jak trwałe są te struktury, nie ma także pewności, co utrzymuje je w określonych pozycjach; mogą za to odpowiadać nie zaobserwowane dotąd małe księżyce Neptuna. Łuki w pierścieniu Adamsa wykazują cechy wspólne z łukiem w pierścieniu G Saturna, którego dynamika jest lepiej poznana.